# Scott Maslen
Scott Alexander Maslen (ur. 25 czerwca 1971 w Woolwich w Londynie) – brytyjski aktor filmowy i telewizyjny, były model. Występował m.in. w roli Phila Huntera w serialu ITV Bill (The Bill) i jako Jack Branning z opery mydlanej BBC EastEnders. W 2010 roku wziął udział w programie BBC One Strictly Come Dancing, a w 2015 gościnnie wystąpił w programie BBC Celebrity MasterChef. W filmiku wprowadzającym do gry Grand Theft Auto 2 pojawił się jako Claude Speed.

## Życiorys

### Wczesne lata
Urodził się i wychowywał się w Woolwich w Londynie. Uczęszczał w poniedziałki do Bromley Marines Cadets, a w czwartki w T.S. Narvik w Bromley Common. W wieku 16 lat ze swoimi szkolnymi przyjaciółmi, Marcusem Marnhamem i Simonem Farnhamem, chciał dostać się do Royal Marines. Mając 18 lat złamał nogę w czasie odbywanego kursu PRMC (Potential Royal Marines Course). Od 18 roku życia został wegetarianinem.

### Kariera
W wieku 18 lat w towarzystwie przyjaciół udał się na wakacje do Miami, spędzając czas na pracy i na plaży. Został zauważony przez fotografa Bruce'a Webera. W wyniku tego spotkania rozpoczął międzynarodową karierę jako model. Pięć lat później, za namową aktora Billa Paxtona, zainteresował się aktorstwem.
Uczęszczał przez trzy lata do Guildhall School of Music and Drama, gdzie spotkał się ze swoim przyjacielem, Orlando Bloomem. Ze względu na edukację i występy na scenie odrzucił propozycję zagrania w komedii kryminalnej Guya Ritchiego Przekręt. W 2000 roku trafił do serialu Channel 4 Lock, Stock.... Wystąpił także jako Claude Speed w filmie promocyjnym Rockstar North wprowadzającym do gry Grand Theft Auto 2. Po kilku kolejnych filmach telewizyjnych i filmowych, w 2002 roku przyjął rolę Phila Huntera w serialu ITV Bill (The Bill). W latach 2007–2013 i od roku 2015 grał postać Jacka Branninga w operze mydlanej BBC EastEnders.
W okresie Bożego Narodzenia / Nowego Roku 2013/2014 wystąpił w pantomimie Aladyn w Pavilion Theatre and Ballroom w Bournemouth.

### Życie prywatne
6 września 2008 roku poślubił Estelle Maslen (z domu Rubio), z którą ma syna Zaka Alexandra (ur. 25 stycznia 2001 w Londynie).
W maju 2011 trafił na okładkę magazynu wędkarskiego Angler's Mail, gdy złowił gigantycznego karpia.